# دیرین باروت
دیرین باروت (انگلیسی: Dhiren Barot؛ زادهٔ دسامبر ۱۹۷۱ (سن ۴۵)) با نام‌های مستعار: بلال، ابو موسی الهندی، ابو عیسی الهندی، و عیسی البریتانی؛ یک تروریست محکوم بریتانیایی اهل هند است.

## سابقه امر
باروت در وادودارا، هند در یک خانواده هندو متولد شد پدر و مادر وی در سال ۱۹۷۳ هنگامی که او یکساله بود، به انگلستان نقل مکان کردند. او در دبیرستان کینگسبوری در لندن شمالی تحصیل کرد. او از سال ۱۹۹۱ تا ۱۹۹۵ در یک آژانس فروش و رزرو بلیط هواپیمایی برای شرکت ایر مالتا در میدان پیکادلی در مرکز لندن کار می‌کرد. او در سن ۲۰ سالگی در انگلستان به اسلام گروید.
باروت در سال ۱۹۹۵ به پاکستان سفر کرد. وی در مبارزات ستیزه جویانه علیه نیروهای هند در کشمیر شرکت کرد. با استفاده از نام مستعار اسا الهندی، او در سال ۱۹۹۹ کتاب «ارتش مدینه در کشمیر» را نوشت و در مورد تجربیات خود و نحوه کشتن سربازان هند توضیح داد. این کتاب توسط کتابفروشی مکتب الانصار سفارش و منتشر شد. طبق گفته روزنامه تایمز هندوستان در اواخر دهه ۱۹۹۰ و اوایل سال ۲۰۰۰، او به عنوان عامل القاعده خدمت کرد.
باروت یک یادداشت ۳۹ صفحه ای که استفاده از مواد منفجره ساده متشکل از مواد موجود در داروخانه‌های محلی و فروشگاه‌های سخت‌افزاری شناخته می‌شود را منتشر کرد. این یادداشت برای توزیع میان فعالان القاعده تهیه شده بود و در سال ۲۰۰۴ در یک لپ تاپ در پاکستان کشف گردید. بنا به گزارش‌ها، او این تاکتیک‌ها را از مشاهدات خود در پایگاه‌های آموزشی القاعده آموخته‌است.
او در اوت سال ۲۰۰۰ به همراه ندیم تارمحمد با روادید دانشجویی وارد ایالات متحده آمریکا شد. علی‌رغم ویزای دانشجویی؛ با این حال، او هرگز در کالج آمریکا حضور نیافت. در همین محدوده زمانی، او شروع به تحقیق گسترده‌ای از اهداف آمریکا برای القاعده کرد. در دستگیری عوامل عملیاتی القاعده در پاکستان، تعداد ۵۱ دیسک فشرده مربوط به سال ۲۰۰۱ شامل گزارش‌ها و اهداف تحقیقاتی کشف شد که گفته می‌شد که توسط باروت گردآوری شده بود. (در استشهاد داده شده نیست) در تاریخ ۸ آوریل ۲۰۱۱، باروت به انگلستان بازگشت.

## دستگیری
باروت در تاریخ ۳ اوت ۲۰۰۴ دستگیر شد. او توسط مقامات انگلیس به جرایم زیر محکوم شده بود:
- توطئه برای ارتکاب قتل.
- توطئه برای خرابکاری‌های عمومی با استفاده از مواد رادیواکتیو، گازهای سمی، مواد شیمیایی یا مواد منفجره.
- داشتن شناسایی دقیق در ساختمان دفتر مرکزی مؤسسه پرودنشال فایننشل در نیوجرسی.
- شناسایی کردن دقیق صندوق بین‌المللی پول در واشینگتن، بازار بورس نیویورک و سیتی گروپ در نیویورک و به همراه داشتن دو دفترچه یادداشت حاوی اطلاعات در مورد مواد منفجره.[۱۲]

از بین همه اهداف، باروت بمبگذاری در بازار بورس نیویورک، صندوق بین‌المللی پول و گروه بانک جهانی را پذیرفت. در آوریل ۲۰۰۷ فاش گردید که او قصد دارد از خودروهای لیموزین حاوی مواد منفجره و بمب‌های «کثیف» رادیواکتیو برای حملات استفاده کند.

## شرکای او
شرکای توطئه او عبارت بودند از: محمد نوید بهاتی ۲۴ ساله، عبدالعزیز جلیل ۳۱ ساله، عمر عبدالرحمان ۲۰ ساله، جنید فیروز ۲۸ ساله، ضیاء الحق ۲۵ ساله، قصیر شافی ۲۵ ساله و ندیم تارمحمد ۲۶ ساله که همگی از انگلستان و با اصلیت پاکستانی و عمدتاً از تبار میرپوری بودند. بیشتر اطلاعات در مورد نقش باروت در طراحی حملات بیشتر القاعده، از طریق فردی بنام خالد شیخ محمد که یک عامل عملیاتی القاعده است و توسط سازمان اطلاعات نظامی پاکستان (آی اس اس) دستگیر شد بدست آمده‌است. یکی از شاهدین گفت که او در کمپ حدیبیه که توسط گروه جماعت اسلامی مدیریت می‌شد، حضور داشت. وی در این کمپ، سلاح‌های سبک، خمپاره، حمل مواد منفجره پایه، ناوبری و گشت زدن در جنگل را آموزش می‌داد.
پیگردهای قانونی، ادعاهای دفاعی در این موضوع که نه هیچگونه کمک مالی برای اجرای این پروژه‌ها دریافت شده و نه هیچ خودرو یا مواد مورد نیاز برای ساخت بمب بدست آمده، بحث و اختلاف نظر ندارند.

## محکومیت
در تاریخ ۷ نوامبر ۲۰۰۶، باروت پس از محکومیت به توطئه برای قتل، به حبس ابد محکوم شد. توصیه شد که او حداقل ۴۰ سال در زندان بسر ببرد. در ماه مه ۲۰۰۷، حکم او به ۳۰ سال کاهش یافت. دادگاه تجدید نظر، به ریاست لورد فیلیپس رئیس دیوانعالی، گفت که حکم ۴۰ سال محکومیت برای تروریستی است که قتل را با اهداف زنده ماندن طراحی می‌کند. وی همچنین گفت که توطئه باروت به یک سوء قصد واقعی بالغ نشده بود و مشخص نبود که این اقدام موفق خواهد بود یا نه و چه عواقبی ممکن بود که دربرداشته باشد. دادگاه تجدیدنظر خاطرنشان کرد که طرح‌های «کارآمد عملی» باروت چنانچه موفقیت‌آمیز بود، موجب می‌شد که کشتار در «مقیاس عظیم و بی‌سابقه» انجام شود.

## حملات زندان
در ژوئیه ۲۰۰۷، باروت به مدت پنج روز پس از اینکه توسط زندانیان دیگر در اچ ام پی فاکلند به شدت مجروح شد، به بیمارستان سلطنتی ویکتوریا نیوکاسل منتقل شد. به دلایل امنیتی، زمانیکه او تحت درمان قرار داشت، این خبرها علنی نشد. بعدها گزارش شد که باروت پس از دو حمله، به علت سوختگی تحت درمان قرار گرفته بود. در اولین حمله، آب جوش به پشتش ریخت و منجر به یک درگیری شد. در حمله دوم یک زندانی دیگر روغن داغ روی سرش ریخت. چنین حملاتی «جاگینگس» نامیده می‌شود.